# Анкье, Жан-Поль
Жан-Поль Анкье́ (фр. Jean-Paul Hanquier; 12 мая 1953) — французский гребец-байдарочник, выступал за сборную Франции во второй половине 1970-х годов. Участник летних Олимпийских игр в Монреале, серебряный призёр чемпионата мира, победитель регат национального и международного значения.

## Биография
Жан-Поль Анкье родился 12 мая 1953 года.
В возрасте двадцати трёх лет благодаря череде удачных выступлений удостоился права защищать честь страны на летних Олимпийских играх 1976 года в Монреале — в программе двухместных байдарок на дистанции 1000 метров вместе с напарником Аленом Леба в финале показал четвёртый результат, немного не дотянув до призовых позиций.
Первого серьёзного успеха на взрослом международном уровне добился в 1978 году, когда попал в основной состав национальной сборной Франции и побывал на чемпионате мира в югославском Белграде, откуда привёз награду серебряного достоинства, выигранную в зачёте двухместных байдарок на дистанции 10 000 метров — в финале уступил только команде Венгрии Золтана Бако и Иштвана Сабо.
В дальнейшем, тем не менее, значимых результатов не показывал и вскоре покинул французскую национальную сборную.